# Родопи (община)
Родо́пи (болг. Родопи) — община в Болгарии. Входит в состав Пловдивской области. Административный центр находится вне общины, в городе Пловдиве, как и ещё у трёх общин области (Добричка, Марица, Тунджа).
Кмет (глава) общины Родопи — Павел Михайлов (БСП) по результатам выборов.

## Население
- 30'674 человека на 15.03.2015
- 32'602 человека на 01.02.2011
- 32'342 человека на 15.03.2007

## Состав общины
В состав общины входят следующие населённые пункты:
1. Белаштица
2. Бойково
3. Браниполе
4. Брестник
5. Брестовица
6. Дедово
7. Златитрап
8. Извор
9. Кадиево
10. Крумово
11. Лилково
12. Марково
13. Оризари
14. Первенец
15. Ситово
16. Скобелево
17. Устина
18. Храбрино
19. Цалапица
20. Чурен
21. Ягодово